# Raimundas Jurka
Raimundas Jurka (* 18. März 1978 in der Litauischen SSR) ist ein litauischer Strafprozessrechtler, Professor für Strafprozessrecht an der Mykolas-Romer-Universität.

## Leben
2000 absolvierte Jurka das Bachelorstudium  und von 2000 bis 2002 das Masterstudium  der Rechtswissenschaften an der Lietuvos policijos akademija. Am 16. Mai 2008 promovierte  er an der Mykolo Romerio universitetas über den Zeugenschutz zum Thema  „Der Schutz der verfahrensrechtlichen Interessen des Zeugen im Strafprozess: Probleme und Perspektiven“
Von 2001 bis 2002 lehrte er am Lehrstuhl für Recht an der Fakultät für Wirtschaft und Technologien der Utenos kolegija und war Leiter des Lehrstuhls.
Seit September 2002 lehrt er am Lehrstuhl für Strafprozess der Lietuvos teisės universitetas (jetzt Mykolo Romerio universitetas). Von 2002 bis 2004 war er Spezialist in der Abteilung für Kriminologie und von 2004 bis 2005 Leiter der Abteilung für internationale Beziehungen am Institut für Recht (Litauen), von 2005 bis 2006 Richtergehilfe am Lietuvos apeliacinis teismas, seit November 2006 Direktor der Abteilung für Strafjustiz am Justizministerium Litauens.
Seit 2012 ist er Professor und Leiter des Lehrstuhls für Strafprozess der Rechtsfakultät an der MRU.
Er spricht Russisch und Englisch.